# Reprezentacja Rosji w piłce nożnej mężczyzn
Reprezentacja Rosji w piłce nożnej mężczyzn – zespół piłkarski, biorący udział w imieniu Rosji w meczach i sportowych imprezach międzynarodowych, powoływany przez selekcjonera, w którym mogą występować wyłącznie zawodnicy posiadający obywatelstwo rosyjskie. Za jego funkcjonowanie odpowiedzialna jest Rosyjska Federacja Piłki Nożnej (RFS). Piłkarska drużyna Rosji jest oficjalnym sukcesorem tradycji reprezentacji ZSRR oraz Wspólnoty Niepodległych Państw.
Po rozpadzie ZSRR (1991) reprezentacja grała 4-krotnie w turnieju Mistrzostw Świata (1994, 2002, 2014 i 2018) oraz sześciokrotnie na Mistrzostwach Europy (1996, 2004, 2008, 2012, 2016 i 2020). 28 lutego 2022, zgodnie z zaleceniem Międzynarodowego Komitetu Olimpijskiego, FIFA i UEFA zawiesiły prawa Rosji do udziału w ich rozgrywkach. Rosyjska Federacja Piłki Nożnej bezskutecznie odwołała się od zakazów FIFA i UEFA do Sportowego Sądu Arbitrażowego.

## Historia
Przed rewolucją październikową Rosja rozegrała dziewięć spotkań. W pierwszym oficjalnym meczu Rosjanie przegrali w 1912 roku z Finlandią 1:2.
Rosja powróciła na arenę międzynarodową po Mistrzostwach Europy 1992, w sierpniu 1992 roku wygrywając z Meksykiem. Drużyna pozostała niepokonana przez dwanaście meczów i przegrała dopiero w lipcu 1993 z Francją 1:3. Sukces indywidualny odniósł rosyjski zawodnik, Oleg Salenko. Został królem strzelców Mundialu 1994 w USA, gdzie zdobył 6 bramek, w tym pięć w spotkaniu z reprezentacją Kamerunu. Rosjanie zakończyli jednak zmagania w amerykańskim czempionacie na fazie grupowej po jednym zwycięstwie nad Kamerunem 6:1, oraz dwóch porażkach (odpowiednio z Brazylią 0:2, oraz Szwecją 1:3). Dwa lata później na Mistrzostwach Europy 1996 rosyjscy piłkarze trafili do grupy C razem z Niemcami, Czechami oraz Włochami. Po jednym remisie z Czechami 3:3, oraz dwóch porażkach (z Włochami 1:2, oraz Niemcami 0:3) z jednym punktem na koncie zajęli ostatnie miejsce w grupie i odpadli z turnieju.
Na występ na kolejnej wielkiej imprezie Rosjanie musieli czekać sześć lat. Nie zdołali zakwalifikować się bowiem kolejno do MŚ 1998, oraz Euro 2000. Na koreańsko-japońskich boiskach przyszło im grać w grupie H razem ze współgospodarzem imprezy Japonią, oraz Belgią i Tunezją. Po jednym zwycięstwie z Tunezją 2:0 przyszły dwie porażki (z Japonią 0:1 oraz Belgią 2:3). Reprezentacja zakończyła więc zmagania grupowe na trzecim miejscu z trzema punktami i pożegnała się z turniejem. Na Euro 2004 z kolei rosyjska ekipa grała w grupie A razem z gospodarzem mistrzostw Portugalią, Grecją i Hiszpanią. Po jednym zwycięstwie z Grecją 2:1 i dwóch porażkach (z Hiszpanią 0:1 oraz Portugalią 0:2) Rosja z trzema punktami zajęła ostatnie miejsce w grupie i odpadła z turnieju.
Dwa lata później po nieudanych eliminacjach do Mundialu 2006 do dymisji podał się Jurij Siomin. W połowie kwietnia 2006 roku szefowie federacji ogłosili, że nowym trenerem kadry będzie Guus Hiddink. Holender przejął stanowisko selekcjonera po mistrzostwach świata. Do tego czasu reprezentację prowadził Aleksandr Borodiuk. Pod wodzą Guusa Hiddinka Rosjanie wywalczyli awans do Euro 2008. W swojej grupie eliminacyjnej (Chorwacja, Anglia, Izrael, Macedonia, Estonia, Andora) zajęli oni drugie miejsce z 24 punktami na koncie, ustępując miejsca jedynie Chorwacji.
Na turnieju w Austrii i Szwajcarii reprezentacja Rosji trafiła do grupy D razem z Hiszpanią, Szwecją oraz Grecją. Po dwóch zwycięstwach (z Grecją 1:0 i Szwecją 2:0), oraz jednej porażce (z Hiszpanią 1:4) z sześcioma punktami na koncie awansowała ona do ćwierćfinału, w którym to spotkała się z Holandią. Wygrała to spotkanie 3:1 po golach Romana Pawluczenki, Dmitrija Torbinskiego, oraz Andrieja Arszawina, co dało jej awans do półfinału. W tej fazie Rosjanie zmierzyli się z reprezentacją Hiszpanii z którą przegrali 0:3 odpadając z turnieju. Po wygaśnięciu kontraktu w 2010 roku Guus Hiddink rozstał się z reprezentacją.
Jeszcze w tym samym roku drużynę przejął Dick Advocaat, który zdołał zakwalifikować się z nią do Mistrzostw Europy 2012 w Polsce i Ukrainie. Na tym turnieju Rosjanie trafili do grupy A razem z Czechami, Grecją, oraz Polską. Po jednym zwycięstwie (z Czechami 4:1), jednym remisie (z Polską 1:1) i jednej porażce (z Grecją 0:1) z czterema punktami na koncie zajęli trzecie miejsce i odpadli już po fazie grupowej. Po Euro 2012 Dick Advocaat rozstał się z reprezentacją. Na stanowisku selekcjonera zastąpił go Fabio Capello, z którym to reprezentacja Sbornej awansowała do finałów Mistrzostw Świata 2014 w Brazylii. W swojej grupie eliminacyjnej (Portugalia, Izrael, Azerbejdżan, Irlandia Północna, Luksemburg), zajęli oni pierwsze miejsce z dorobkiem 22 punktów po siedmiu zwycięstwach, jednym remisie i dwóch porażkach wyprzedzając o jeden punkt Portugalię.
Na turnieju w Brazylii Rosjanie trafili do grupy H, razem z Belgią, Algierią i Koreą Południową. Po dwóch remisach (z Koreą Południową i Algierią po 1:1), oraz porażce z Belgią (0:1) zajęli trzecie miejsce z dwoma punktami na koncie i pożegnali się z turniejem po fazie grupowej. Rok po tych mistrzostwach Fabio Capello przestał być selekcjonerem reprezentacji. Umowę rozwiązano za porozumieniem stron. Jego następcą został Leonid Słucki. Pod jego wodzą reprezentacja Rosji awansowała do Mistrzostw Europy 2016. W swojej grupie eliminacyjnej (Austria, Szwecja, Czarnogóra, Liechtenstein, Mołdawia) zajęli drugie miejsce z 20 punktami po sześciu zwycięstwach, dwóch remisach i dwóch porażkach. Ustąpili w niej tylko Austriakom.
Na turnieju we Francji Rosjanie grali w grupie B razem z Anglią, Walią i Słowacją. Po jednym remisie (z Anglią 1:1) i dwóch porażkach (ze Słowacją 1:2, oraz Walią 0:3) z jednym punktem na koncie zajęli ostatnie miejsce i odpadli z turnieju po fazie grupowej. W trakcie turnieju w efekcie zamieszek przed i po meczu z Anglią UEFA nałożyła na reprezentację Rosji karę dyskwalifikacji (która została zawieszona) oraz grzywny w wysokości 150 tysięcy euro. Po nieudanym występie Rosjan w Euro 2016 Leonid Słucki przestał być selekcjonerem reprezentacji. 11 sierpnia 2016 roku nowym trenerem rosyjskiej kadry został Stanisław Czerczesow.

### MŚ 2018

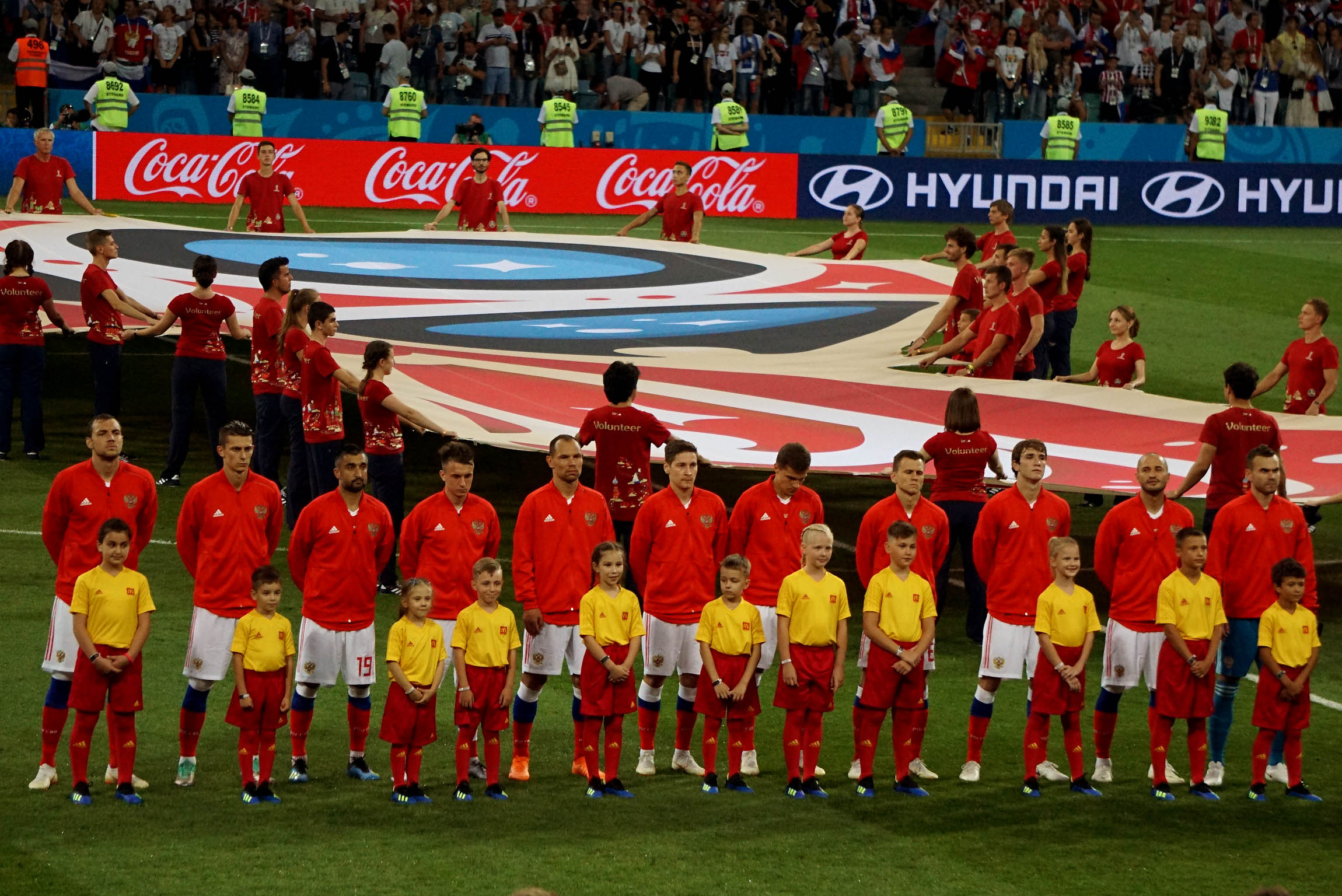
Reprezentacja Rosji na MŚ 2018

Będąc gospodarzem, Rosja była zwolniona z eliminacji MŚ 2018. W meczach towarzyskich przed mundialem, Sborna zanotowała zwycięstwa z Ghaną,  Rumunią (po 1:0), Węgrami (3:0), oraz Koreą Południową (4:2); zremisowała dwukrotnie z Turcją (0:0 i 1:1), z Belgią i Hiszpanią (po 3:3), oraz Chile i Iranem (po 1:1); przegrała natomiast z Kostaryką (3:4), Katarem (1:2), WKS-em (0:2), Portugalią i Argentyną (po 0:1), Brazylią (0:3), Francją (1:3), oraz Austrią (0:1).
Rosyjscy piłkarze grali również w rozgrywkach o Puchar Konfederacji 2017. Turniej ten był „próbą generalną” przed Mundialem. W meczu otwarcia turnieju, Rosja wygrała z Nową Zelandią 2:0. W drugim spotkaniu Rosjanie minimalnie przegrali z Portugalią 0:1. Na zakończenie fazy grupowej i pożegnanie z turniejem przegrali 1:2 z reprezentacją Meksyku.
Na inaugurację Mistrzostw Świata 2018, Rosja pokonała wysoko Arabię Saudyjską 5:0. Późniejsze zwycięstwo (3:1) z Egiptem oraz porażka (0:3) z Urugwajem oznaczały zajęcie drugiego miejsca w grupie, dającego kwalifikację do 1/8 finału. W tej fazie turnieju podopieczni Stanisława Czerczesowa zmierzyli się z reprezentacją Hiszpanii. Po remisie 1:1 wygrali serię rzutów karnych stosunkiem trafień 4:3 i awansowali do ćwierćfinału, w którym zagrali z Chorwatami. Po regulaminowych 90 minutach oraz dogrywce wynik znów był remisowy (odpowiednio 1:1 i 2:2). W serii karnych tym razem Rosjanie przegrali 3:4 i zakończyli swój udział w turnieju. 

### Po 2022 roku: zawieszenie i możliwe ruchy w ramach AFC
Rosja została wylosowana do grupy H eliminacji do Mistrzostw Świata 2022, rywalizując z Chorwacją, Słowacją, Słowenią, Cyprem i Maltą. Po zajęciu drugiego miejsca za Chorwacją, Rosja awansowała do fazy play-off, w której półfinale 24 marca 2022 miała zmierzyć się z Polską w Moskwie.
W następstwie inwazji Rosji na Ukrainę, kilka krajów, w tym Albania, Anglia, Szkocja, Walia i przeciwnicy Rosji w eliminacjach do Mistrzostw Świata FIFA 2022, Polska, Szwecja i Czechy, zapowiedziało, że odmówi gry w Rosji. 27 lutego FIFA wstępnie ogłosiła zakaz rozgrywania jakichkolwiek międzynarodowych zawodów w tymże państwie, przy czym wszelkie jej mecze domowe musiały być rozgrywane na neutralnym terytorium za zamkniętymi drzwiami, i nakazała, aby Rosja rywalizowała pod nazwą Rosyjskiego Związku Piłki Nożnej (RFU) bez możliwości wywieszania rosyjskiej flagi lub grania rosyjskiego hymnu narodowego. Nastąpiło to po decyzji podjętej przez UEFA dwa dni wcześniej, która pozbawiła Sankt Petersburg organizacji finału Ligi Mistrzów UEFA 2022, który miał odbyć się na stadionie Krestovsky, a także zakazała rozgrywania jakichkolwiek meczów UEFA w Rosji.
Decyzja ta została ostro skrytykowana przez wielu jako nieadekwatna, przez co następnego dnia FIFA i UEFA ustąpiły i wydały ogólne zakazy udziału Rosji w międzynarodowej piłce nożnej, skutecznie uniemożliwiając im udział w barażach do Mistrzostw Świata. Było to zgodne z zaleceniem Międzynarodowego Komitetu Olimpijskiego (MKOl). Rosyjski Związek Piłki Nożnej bezskutecznie odwołał się od zakazów FIFA i UEFA do Sportowego Sądu Arbitrażowego, który podtrzymał zakazy. 20 września 2022 UEFA zakazała Rosji udziału w eliminacjach do UEFA Euro 2024.
W odpowiedzi na dyskwalifikację i zawieszenie Rosji we wszystkich międzynarodowych rozgrywkach piłkarskich, zwłaszcza w Europie, prezes Rosyjskiej Federacji Piłki Nożnej, Alexander Dyukov, zasugerował, że Rosja powinna rozpocząć dyskusję na temat przejścia do Asian Football Confederation (AFC), aby kontynuować rywalizację na wyższym poziomie piłki nożnej. W grudniu 2022 Komitet Wykonawczy federacji zdecydował się głosować w tej sprawie, ale próba przejścia do AFC nie została zmaterializowana (zamiast tego RFU zdecydowało się utworzyć grupę roboczą w celu przywrócenia Rosji do europejskich rozgrywek). Mimo to Dyukov wziął udział w kongresie AFC w Manamie w lutym 2023, co zwiększyło spekulacje na temat możliwości przejścia Rosji do AFC, jako że Rosja została wstępnie zaproszona do rywalizacji w Pucharze Narodów CAFA, organizowanym przez kraje Azji Środkowej, które były dawniej częścią Imperium Rosyjskiego i Związku Radzieckiego (z wyjątkiem Kazachstanu), w którym Rosja później nie uczestniczyła. 5 kwietnia 2023 prezydent UEFA Aleksander Čeferin zdecydował się utrzymać ban, stwierdzając, że bardzo trudno było go znieść, skoro Rosja wciąż kontynuowała inwazję na Ukrainę. Jednocześnie Rosja coraz częściej koncentrowała się na rozgrywkach piłkarskich w Azji. Od końca 2022 Rosja grała z sześcioma przeciwnikami z AFC: Kirgistanem, Uzbekistanem, Tadżykistanem, Iranem, Irakiem i Katarem. W grudniu 2023 rosyjski związek postanowił odstąpić od złożenia wniosku o transfer do AFC (należało go złożyć na 6 miesięcy przed końcem roku sprawozdawczego UEFA w czerwcu), wyraził jednak gotowość do ponownego rozważenia kwestii przeniesienia w przyszłości.
W 2024 roku Rosja postanowiła mierzyć się z rywalami z krajów Azji Południowo-Wschodniej, biorąc udział w Pucharze LPBank 2024, który odbył się w Hanoi. Rosja zmierzyła się z Wietnamem, pokonując go 3:0. Drugi mecz z Tajlandią został odwołany z powodów bezpieczeństwa z powodu tajfunu Yagi. 15 listopada 2024 Rosja odnotowała swoje największe zwycięstwo w historii, zwyciężając w meczu towarzyskim reprezentację Brunei 11:0 na stadionie w Krasnodarze.
20 listopada 2024 roku, tuż po zakończeniu fazy grupowej Ligi Narodów UEFA 2024/2025, ogłoszono, że Rosja nie została dopuszczona do udziału w eliminacjach do Mistrzostw Świata 2026. Decyzja ta wywołała dalsze pytania dotyczące przyszłości przynależności Rosji do UEFA.

## Udział w międzynarodowych turniejach
| 1992 | Nie brała udziału, była częścią WNP | Nie brała udziału, była częścią WNP |
| 1996 | Nie zakwalifikowała się             | Nie zakwalifikowała się             |
| 2000 | Nie zakwalifikowała się             | Nie zakwalifikowała się             |
| 2004 | Nie zakwalifikowała się             | Nie zakwalifikowała się             |
| 2008 | Nie zakwalifikowała się             | Nie zakwalifikowała się             |
| 2012 | Nie zakwalifikowała się             | Nie zakwalifikowała się             |
| 2016 | Nie zakwalifikowała się             | Nie zakwalifikowała się             |
| 2020 | Nie zakwalifikowała się             | Nie zakwalifikowała się             |

| Udział w mistrzostwach świata | Udział w mistrzostwach świata                      | Udział w mistrzostwach świata                      | Udział w mistrzostwach świata |
| Turniej                       | Wynik                                              |                                                    |                               |
| ----------------------------- | -------------------------------------------------- | -------------------------------------------------- | ----------------------------- |
| 1994                          | Faza grupowa                                       |                                                    |                               |
| 1998                          | Nie zakwalifikowała się                            | Nie zakwalifikowała się                            |                               |
| 2002                          | Faza grupowa                                       |                                                    |                               |
| 2006                          | Nie zakwalifikowała się                            | Nie zakwalifikowała się                            |                               |
| 2010                          | Nie zakwalifikowała się                            | Nie zakwalifikowała się                            |                               |
| 2014                          | Faza grupowa                                       |                                                    |                               |
| 2018                          | Ćwierćfinał                                        |                                                    |                               |
| 2022                          | Dyskwalifikacja (niedopuszczona do baraży o awans) | Dyskwalifikacja (niedopuszczona do baraży o awans) |                               |
| 2026                          | Dyskwalifikacja (niedopuszczona do eliminacji)     | Dyskwalifikacja (niedopuszczona do eliminacji)     |                               |
|                               |                                                    |                                                    |                               |

| Udział w mistrzostwach Europy | Udział w mistrzostwach Europy                  | Udział w mistrzostwach Europy                  | Udział w mistrzostwach Europy |
| Turniej                       | Wynik                                          |                                                |                               |
| ----------------------------- | ---------------------------------------------- | ---------------------------------------------- | ----------------------------- |
| 1992                          | Nie brała udziału, była częścią WNP            | Nie brała udziału, była częścią WNP            |                               |
| 1996                          | Faza grupowa                                   |                                                |                               |
| 2000                          | Nie zakwalifikowała się                        | Nie zakwalifikowała się                        |                               |
| 2004                          | Faza grupowa                                   |                                                |                               |
| 2008                          | Półfinał                                       |                                                |                               |
| 2012                          | Faza grupowa                                   |                                                |                               |
| 2016                          | Faza grupowa                                   |                                                |                               |
| 2020                          | Faza grupowa                                   |                                                |                               |
| 2024                          | Dyskwalifikacja (niedopuszczona do eliminacji) | Dyskwalifikacja (niedopuszczona do eliminacji) |                               |

## Selekcjonerzy
- 1992–1994 –  Pawieł Sadyrin
- 1994–1996 –  Oleg Romancew
- 1996–1998 –  Boris Ignatjew
- 1998 –  Anatolij Byszowiec
- 1999–2002 –  Oleg Romancew
- 2002–2003 –  Walerij Gazzajew
- 2003–2005 –  Gieorgij Jarcew
- 2005 –  Jurij Siomin
- 2005−2006 –  Aleksandr Borodiuk (tymczasowo)
- 2006−2010 –  Guus Hiddink
- 2010–2012 –  Dick Advocaat
- 2012–2015 –  Fabio Capello
- 2015–2016 –  Leonid Słucki
- 2016–2021 –  Stanisław Czerczesow
- od 2021 –  Walerij Karpin